# 盧庫盧縣

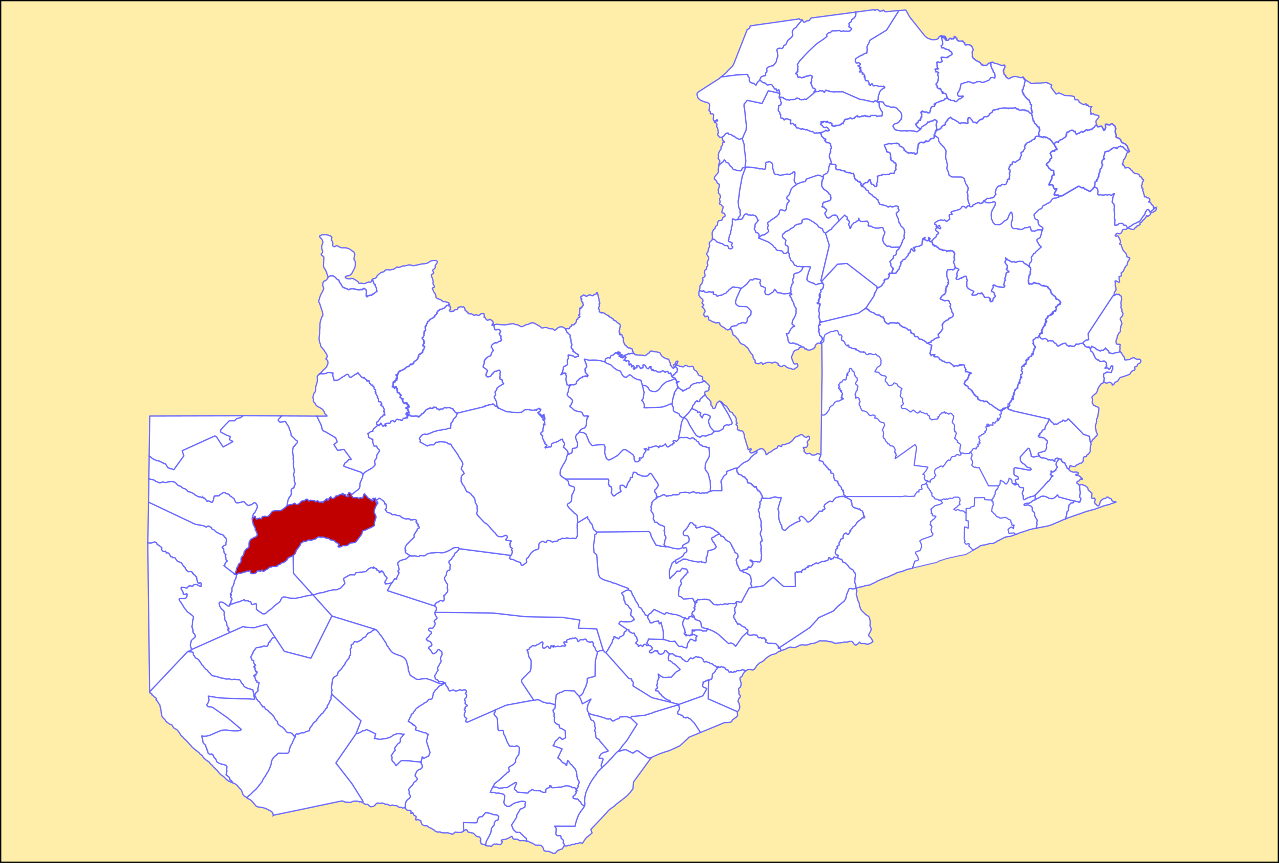

14°20′S 23°10′E / 14.333°S 23.167°E
盧庫盧縣（英語：Lukulu District），是贊比亞的縣份，位於該國西部，由西方省負責管轄，首府設於盧庫盧，面積16,292平方公里，2010年人口86,002，人口密度每平方公里5.3人。